# Christophe Jallet
Christophe Jallet (født 31. oktober 1983 i Cognac, Frankrig) er en fransk fodboldspiller (højre back). Han spiller for Amiens SC i Ligue 2. Tidligere har han repræsenteret blandt andet Paris Saint-Germain, Olympique Lyon og OGC Nice.
I sin tid hos Paris Saint-Germain var Jallet med til at vinde to franske mesterskaber og én pokaltitel.

## Landshold
Jallet står (pr. april 2018) noteret for 16 kampe og én scoring for det franske landshold, som han debuterede for 15. august 2012 i en venskabskamp mod Uruguay. Han var en del af den franske trup, der vandt sølv ved EM i 2016 på hjemmebane, men kom dog ikke på banen i turneringen.

## Titler
Ligue 1
- 2013 og 2014 med Paris Saint-Germain

Coupe de France
- 2010 med Paris Saint-Germain

Coupe de la Ligue
- 2014 med Paris Saint-Germain

Trophée des champions
- 2013 med Paris Saint-Germain